# إدوارد شانكس
إدوارد شانكس (بالإنجليزية: Edward Shanks) (11 يونيو 1892، لندن في المملكة المتحدة - 4 مايو 1953)؛ كاتب، صحفي، شاعر وروائي بريطاني.

## روابط خارجية
- إدوارد شانكس على موقع ميوزك برينز (الإنجليزية)
- إدوارد شانكس على موقع ديسكوغز (الإنجليزية)